# Осипов, Михаил Алексеевич
Михаил Алексеевич Осипов (Mikhail A. Osipov) — российский учёный в области молекулярной теории жидких кристаллов, доктор физико-математических наук, профессор, награждён медалью Британского жидкокристаллического общества.

## Биография
Окончил физический факультет МГУ (1978) и его аспирантуру (1981), в 1982 г. защитил кандидатскую диссертацию:
- Молекулярные модели поляризованных состояний в жидких кристаллах : диссертация … кандидата физико-математических наук : 01.04.18. — Москва, 1981. — 184 с. : ил.

В 1983—2000 гг. научный сотрудник теоретического отдела Института кристаллографии РАН.
В 1991 г. защитил докторскую диссертацию по теории конденсированного состояния:
- Молекулярно-статистическая теория диэлектрических свойств жидких кристаллов : диссертация … доктора физико-математических наук : 01.04.07 / Ин-т кристаллографии им. А. В. Шубникова. — Москва, 1990. — 384 с. : ил.

С 2000 г. профессор профессор кафедры прикладной математики и статистики в Университете Стрэтклайд (Глазго, Великобритания), в 2000—2009 гг. руководитель группы механики сплошных сред, которую до него возглавлял профессор Ф. Лесли (Frank Matthews Leslie).
С 2012 г. по совместительству главный научный сотрудник Института нефтехимического синтеза им. Топчиева РАН.
В 2006—2011 гг. член редколлегии международного журнала «Liquid Crystals».
В 2015 г. награждён медалью Британского жидкокристаллического общества за выдающиеся успехи в молекулярной теории ЖК.
С 2016 г. руководитель проекта Российского научного фонда «Влияние анизотропии на фазовую структуру и свойства композитов на основе аморфных и жидкокристаллических блок-сополимеров и наночастиц».

## Научная деятельность
Автор более 150 научных статей и 8 обзоров.
Темы научных исследований:
- теория сегнетолектрических жидких кристаллов (ЖК),
- молекулярная теория фазовых переходов в ЖК,
- теория упругости, вязкости, флексоэлектрических, диэлектрических и поверхностных свойств ЖК,
- теория холестерического упорядочения в низкомолекулярных ЖК и жидкокристаллических полимерах,
- молекулярная теория жидкокристаллических и полимерных нанокомпозитов.

Публикации: https://pureportal.strath.ac.uk/en/persons/mikhail-osipov/publications/ Архивная копия от 17 октября 2019 на Wayback Machine
На начало 2019 г. 59 статей, 14 докладов на конференциях, 4 тезисов докладов, 4 НИР, 1 диссертация. Количество цитирований статей в журналах по данным Web of Science: 796, Scopus: 714
Индекс Хирша на 22.12.2018 — 30.
Соавтор теории Осипова — Терентьева (Osipov-Terentjev theory) для вязкости в нематических жидких кристаллах (1990) и формулы Осипова-Немцова (Osipov-Nemtsov formula) (1986).

### Сочинения
- Аверьянов Е. М., Осипов М. А. Эффекты локального поля световой волны в молекулярной оптике жидких кристаллов // Успехи физических наук. 1990. Т. 160. № 5 С. 89-125.
- Осипов М. А. Диэлектрическая проницаемость и проблема локального поля в жидких кристаллах // Кристаллография. 1986. Т. 31. № 6. С. 1051—1058
- M. A. Osipov, Molecular theories of liquid crystals, in Handbook of Liquid Crystals, Vol. 1, Fundamentals of Liquid Crystals, edited by J.W. Goodby, P.J. Collins, T. Kato, C. Tschierske, H.F. Gleeson, P. Raynes (Wiley-VCH, Weinheim, 2014) pp. 115—168
- M. A. Osipov and V.B. Nemtsov, On the statistical theory of the flexoelectric effect in liquid crystals, Sov. Phys. Crystallogr. 31, 125—130, (1986).